# 猪又太一
猪又 太一（いのまた たいち、1958年8月11日 - ）は、東京都出身の俳優。優企画所属。

## 人物
身長171cm。体重63kg。血液型AB型。
1981年、青年座演技研究所へ入所。1984年、演劇集団ドラマスタジオに入団後、ぐるーぷえいと映画放送部に所属。1991年より優企画に所属。
趣味はバイクツーリング。

## 出演作品

### テレビドラマ

#### NHK
- 大河ドラマ
  - 太平記（1991年） - 農民
  - 信長 KING OF ZIPANGU（1992年）
  - 八代将軍吉宗（1995年）
  - 徳川慶喜（1998年） - 水戸藩士
  - 元禄繚乱（1999年）
  - 軍師官兵衛（2014年）
- 金曜時代劇
  - 清左衛門残日録（1993年）
  - しくじり鏡三郎（1999年）
- 連続テレビ小説
  - かりん（1993年）
  - あぐり（1997年）
  - 天うらら（1998年）
- 憲法はまだか（1996年） - 大友一郎
- 新・半七捕物帳（1997年）
- 水曜シリーズドラマ / 噂の伝次郎（1997年）

#### 日本テレビ
- shin-D / 天国への扉 〜The door into heaven〜（1996年）
- 土曜グランド劇場→土曜ドラマ
  - 聖龍伝説（1996年）
  - 新宿暴走救急隊（2000年） - 田畑刑事
  - 受験の神様（2007年）
  - THE LAST COP/ラストコップ（2016年） - 病院長
- せいぎのみかた（1997年）
- 女医 NOTHING LASTS FOREVER（1999年）
- 水曜ドラマ / ハケンの品格（2020年）

#### TBS
- 仮面ライダーBLACK（1988年）
- 忠臣蔵・いのちの刻（1988年）
- TBS大型時代劇スペシャル / 三姉妹（1990年）
- 金曜ドラマ
  - それでも家を買いました（1991年）
  - 世界で一番熱い夏（2001年）
  - クロコーチ（2013年）
- 東芝日曜劇場
  - 丘の上の向日葵（1993年）
  - なにさまっ!（1998年）
  - グッドニュース（1999年）
  - S -最後の警官-（2014年） - 綿貫博
  - 下町ロケット（2018年）
- プリズンホテル 暴力団御用達 奥久慈ホテル2泊3日・ドリームツアー（1993年）
- RUN（1993年）
- 月曜ドラマスペシャル / 松本清張特別企画・父系の指（1995年）
- 智子と知子（1997年）
- Sweet Season（1998年）
- 天国に一番近い男（1999年）
- 百年の物語（2000年）
- やんパパ（2002年）
- 月曜ミステリーシアター→月曜名作劇場
  - ホワイト・ラボ〜警視庁特別科学捜査班〜（2014年） - 平田敦也
  - 今野敏サスペンス 警視庁東京湾臨海署〜安積班（2019年） - 鈴木幸一

#### フジテレビ
- NIGHT HEAD（1992年）
- 翼をください!（1996年）
- 木曜劇場 / お仕事です!（1998年）
- いのちの器（1998年）
- 古畑任三郎スペシャル（1999年） - 南雲良樹
- 水曜劇場 / TEAM（1999年）
- ココだけの話（2001年）
- ルーキー!（2001年）
- 新・愛の嵐（2002年）
- ダブルスコア（2002年）
- 牡丹と薔薇（2004年）
- 世にも奇妙な物語 春の特別編 「自分カウンセラー」（2004年） - 父
- 君が想い出になる前に（2004年）
- 新・風のロンド（2006年）
- プレミアムステージ / AJINOMOTO Presents キッチン・ウォーズ（2006年）
- 安宅家の人々（2008年）
- まっすぐな男（2010年）
- アンフェア the special ダブル・ミーニング〜連鎖（2015年）
- SUITS/スーツ（2020年）
- 竜の道 二つの顔の復讐者（2020年）

#### テレビ朝日
- 火曜スーパーワイド / なんでも屋繁盛記（1989年）
- 木曜ドラマ
  - 恋は戦い!（2003年）
  - Doctor-X 外科医・大門未知子（2019年）
- 土曜ワイド劇場 / 科学捜査研究所・文書鑑定の女 第2作（2004年） - 銀行員
- 仮面ライダー剣（2004年） - 誘拐犯[3]
- 相棒（2014年） - 医師
- 土曜ナイトドラマ / あなたには渡さない（2018年）

#### テレビ東京
- ウルトラQ dark fantasy（2004年） - 客の夫
- 水曜ミステリー9 / 共犯 元刑事 永井耕作の誘拐捜査（2016年）
- ドラマBiz / ラストチャンス 再生請負人（2018年）

#### WOWOW
- 連続ドラマW / 沈まぬ太陽（2016年）

### テレビ番組
- 中居正広の金曜日のスマイルたちへ（TBS）

### 映画
- 英霊たちの応援歌 最後の早慶戦（1979年、東宝）
- 動乱（1980年、東映）
- まあだだよ（1993年、東宝）
- 性告白実話 ハイミスOL篇（1994年、新東宝）
- 青空に一番近い場所（1994年、第三舞台）
- シン・ゴジラ（2016年、東宝）

### 舞台
- 殺人同盟
- 帽子屋さんのお茶の会
- 天使たちがくれた夢は…?
- 煙たなびく
- おおむとにわとり
- 白と黒の二丁拳銃
- 盗みはほどほど
- みかんの部屋
- 殺人のリハーサル

### CM
- スタッフサービス
- 東京電力 「TEPCOひかり」
- NTTドコモ
- エーザイ 「サクロン」
- 丸大食品
- アメリカンファミリー生命保険
- サントリー 「BOSS」
- 大正製薬 「リアップ」
- NTTタウンページ
- 北海道銀行
- 日清食品 「どん兵衛」